# Беринчик, Денис Юрьевич
Денис Юрьевич Беринчик (укр. Денис Юрійович Берінчик; род. 5 мая 1988, Краснодон, Луганская область) — украинский боксёр-профессионал, выступающий в лёгкой и в первой полусредней весовых категориях. Заслуженный мастер спорта, серебряный олимпийский призёр (2012), серебряный призёр чемпионата мира (2011), обладатель Кубка Европы (2010) в любителях. Среди профессионалов бывший чемпион мира по версии WBO (2024—2025) и чемпион Европы по версии EBU (2022—2023) в лёгком весе. Бывший чемпион WBO International (2018—2024) в лёгком весе и бывший чемпион по версии WBO Oriental (2017—2018) в лёгком весе.

## Любительская карьера
Первый серьёзный успех на международном любительском ринге постиг Дениса в 2010 году. Денис выиграл чемпионат Международной федерации университетского спорта, победив в финале опытного казахского боксёра, чемпиона Азии Гани Жайлауова. После этого чемпионата Денис перешёл в более высокую весовую категорию.
В 2011 году Денис отправился в Баку для участие в чемпионате мира. В первом поединке с небольшим преимуществом в конкурентном бою Денис смог победить фаворита турнира, Роньеля Иглесиаса (19-19+). Всех следующих соперников Беринчик уверенно побеждал с большим преимуществом. В полуфинале победил известного британца Тома Сталкера, а в финале спорно проиграл бразильцу Эвертону Лопису (23:26) по ходу поединка Беринчик несколько раз посылал Лопеса в нокдаун, но победу присудили бразильцу.

### Олимпийские игры 2012
На летних Олимпийских играх 2012 года в Лондоне выступил в категории до 64 кг. Первый бой этого турнира вышел для Дениса так же очень сложным, и Беринчик с небольшим преимуществом перебоксировал шведа, Антони Игита. Затем более уверенно Денис победил австралийца Джеффа Хорна. В полуфинале Денис победил боксёра из Монголии Монх-Эрдэнэ Уранчимэгийна.
В финале Денису противостоял бывалый соперник, кубинец Рониэлю Иглесиасу Сотолонгос. Во втором бою кубинец был точнее и смог убедительнее противостоять Денису и с небольшим преимуществом взял все раунды. Денис проиграл со счётом 15:22 и взял серебро Олимпиады.
На лондонской Олимпиаде Денис запомнился тем, что отмечал гопаком все победы на этом турнире.

### Универсиада 2013
На летней Универсиаде, которая проходила с 6-е по 17-е июля в Казани, Денис представлял Украину в боксе, в весовой категории до 64 кг, и завоевал бронзовую награду. В одной шестнадцатой украинец одолел чеха Зденека Хладека 3:0. В четвертьфинале поборол казаха Айдара Амирзакова с таким же счетом. Эта победа гарантировала Беринчику бронзовую награду. В полуфинале спортсмен встретился с россиянином Раджабом Бутаевым. В частности, в первом раунде судьи единогласно отдали победу российскому боксеру. После второго раунда только один из судей поставил украинскому боксеру оценку 10 баллов. И в третьем раунде судьи снова предпочли Раджаб Бутаев. В общем зачете счет был в пользу россиянина: 1-й судья: 28:26, 2-й судья: 29:25, 3-й судья: 29:25

## Полупрофессиональная карьера
Осенью 2012 года вступил в турнир всемирной серии бокса в составе команды «Украинские Атаманы».
Выход Беринчика на ринг всегда ярко сопровождался национальной символикой, и вызывал дополнительный ажиотаж своей театральной постановкой. Поединки Денис проводил ярко и очень зрелищно. Денис выступал в весовой категории до 61 кг, что вынуждало его часто сгонять вес, и это не позволяло ему выступать часто. Первые два поединка Денис уверенно выиграл. В третьем бою, в рамках полуфинальной выездной встречи, Денису противостоял хорватский легионер итальянской команды Бранимир Станкович. Поединок был достаточно конкурентным, но судьи склонили победу в пользу «домашнего» боксёра. Денис официально потерпел поражение.
Принял участие в сезоне 2013—2014 года в составе Украинских атаманов. Провёл два поединка, в первом победил боксёра из немецкой команды, Харутюняна Артёма, а во втором проиграл близким судейским решением боксёру из России, победителю Универсиады 2013 года, Раджабу Бутаеву.

## Профессиональная боксёрская карьера
4 июня 2015 года Беринчик заключил промоутерский контракт с компанией Братьев Кличко (К2 Promotions).
29 августа 2015 года удачно дебютировал на профи-арене досрочно победив бельгийца Тарика Мадни.
16 декабря 2017 года Беринчик техническом нокаутом победил филиппинца Аллана Валлеспина и завоевал титул WBO Oriental в легком весе.
22 декабря 2018 года Беринчик техническом нокаутом победил филиппинца Росеки Кристобаля и стал интернациональным чемпионом WBO в легком весе.
В апреле 2019 года Беринчик в первой защите титула победил японского боксера Анихито Аракаву.
5 октября успешно защитил свой титул в бою с мексиканцем Патрицио Лопесем Морено.
22 февраля 2020 года Беринчик третий раз защитил титул WBO International победив аргентинца Эктора Эдгардо Сармиенто. 8 октября состоялась 4-я успешная защита титула против Виорела Симиона.
21 марта 2021 года досрочно техническим нокаутом в 3-м раунде победил опытного чилийца Хосе Санчеса, и в пятый раз защитил титул WBO International в лёгком весе.
В декабре 2022 года Беринчик стал Чемпионом Европы в легком весе по версии EBU, победив француза Ивана Менди. Победу спортсмен посвятил украинской нации и главнокомандующему Вооруженными силами Валерию Залужному.

### Бой за вакантный титул WBO
29 января 2024 года WBO санкционировал проведение боя за звание чемпиона мира в лёгком весе против обладателя титула чемпиона мира по версии WBO во втором полулёгком весе Эмануэля Наваррете, который поднялся в лёгкий вес.
Бой состоялся 18 мая 2024 года в Сан-Диего. Беринчик с первых минут поединка занял центр ринга и активно действовал. Его соперник также проявлял хорошую выносливость и подвижность. Беринчик эффективно атаковал корпус противника, тогда как Наваррете отвечал точными силовыми ударами. Поединок оказался напряжённым и равным, в результате чего судьи вынесли раздельное решение в пользу Беринчика: 115—113, 112—116, 116—112.

#### Бой с Кейшоном Дэвисом
В ночь на 15 февраля на арене Madison Square Garden в Нью-Йорке (США) состоялся бой за звание чемпиона мира по версии WBO в легком весе, в котором украинец Денис Беринчик не сумел защитить свой пояс, потерпев поражение от американца Кишона Девиса.
В третьем раунде украинец побывал в нокдауне – опустился на колени после пропущенного удара по корпусу. Денис сразу же поднялся на ноги и продолжил поединок.
В четвертом раунде американец нокаутировал украинца. Дэвис нанёс серию мощных ударов, два последних удара снова пришлись по корпусу, и опустившись на колени Беринчик уже не смог подняться до окончания отсчёта рефери.

## Статистика профессиональных боксёрских боёв
В таблице перечислены результаты всех поединков боксёров.
В каждой строке указан результат поединка. Дополнительно номер поединка обозначен цветом, который обозначает итог поединка. Расшифровка обозначений и цветов представлена в нижеследующей таблице.
| Пример | Расшифровка                     |
| ------ | ------------------------------- |
|        | Победа                          |
|        | Ничья                           |
|        | Поражение                       |
|        | Планируемый поединок            |
|        | Поединок признан несостоявшимся |
| КО     | Нокаут                          |
| ТКО    | Технический нокаут              |
| PTS    | Решение судей (по очкам)        |
| UD     | Единогласное решение судей      |
| MD     | Решение большинства судей       |
| SD     | Раздельное решение судей        |
| RTD    | Отказ от продолжения боя        |
| DQ     | Дисквалификация                 |
| NC     | Поединок признан несостоявшимся |

| 20                                                               | 19-1   | 14 февраля 2025  | Кишон Дэвис (12-0)             | Madison Square Garden, Нью-Йорк, США              | KO 4 (12), 1:45  | Бой за титул чемпиона мира по версии WBO в лёгком весе (1-я защита Беринчика). Беринчик впервые за карьеру в нокдауне в 3-м раунде.                                                              |
| 19                                                               | 19-0   | 18 мая 2024      | Эмануэль Наваррете (38-1-1)    | Pechanga Arena, Сан-Диего, Калифорния, США        | SD 12            | Бой за вакантный титул чемпиона мира по версии WBO в лёгком весе. Счёт судей: 115-113, 112-116, 116-112.                                                                                         |
| 18                                                               | 18-0   | 26 августа 2023  | Энтони Игит (27-3-1)           | Стадион Вроцлав, Вроцлав, Польша                  | UD 12            | Защитил титул чемпиона по версии WBO International (8-я защита Беринчика). Счет судей: 117-111, 115-113, 116-112.                                                                                |
| 17                                                               | 17-0   | 3 декабря 2022   | Иван Менди (47-5-1)            | Tottenham Hotspur Stadium, Лондон, Великобритания | UD 12            | Защитил титул чемпиона по версии WBO International (7-я защита Беринчика). Завоевал титул чемпиона Европы по версии EBU в лёгком весе (1-я защита Менди). Счёт судей: 117-112, 116-112 (дважды). |
| 16                                                               | 16-0   | 18 декабря 2021  | Иса Чаниев (15-3)              | ТРЦ «Терминал», Бровары, Украина                  | UD 12            | Защитил титул чемпиона по версии WBO International (6-я защита Беринчика). Счёт судей: 116-112, 118-110, 118-111.                                                                                |
| 15                                                               | 15-0   | 21 марта 2021    | Хосе Санчес (18-1)             | ТРЦ «Терминал», Бровары, Украина                  | TKO 3 (12), 0:35 | Защитил титул чемпиона по версии WBO International (5-я защита Беринчика). |
| 14                                                               | 14-0   | 8 октября 2020   | Виорел Симион (22-3)           | Equides Club, Лесники, Украина                    | RTD 7 (10), 3:00 | Защитил титул чемпиона по версии WBO International (4-я защита Беринчика). |
| 13                                                               | 13-0   | 22 февраля 2020  | Эктор Эдгардо Сармиенто (21-1) | ТРЦ «Терминал», Бровары, Украина                  | UD 12            | Защитил титул WBO International (3-я защита Беринчика). Счёт судей: 117-111, 117-112, 118-110.                                                                                                   |
| 12                                                               | 12-0   | 5 октября 2019   | Патрицио Лопес Морено (26-3)   | ТРЦ «Терминал», Бровары, Украина                  | UD 12            | Защитил титул WBO International (2-я защита Беринчика). Счёт судей: 120-109, 120-108 (дважды).                                                                                                   |
| 11                                                               | 11-0   | 20 апреля 2019   | Нихито Аракава (32-6-2)        | Дворец Спорта, Киев, Украина                      | UD 12            | Защитил титул WBO International (1-я защита Беринчика). Счёт судей: 118-109, 120-107 (дважды).                                                                                                   |
| 10                                                               | 10-0   | 22 декабря 2018  | Росеки Кристобаль (15-2)       | ТРЦ «Терминал», Бровары, Украина                  | TKO 7 (12), 2:44 | Завоевал вакантный титул чемпиона по версии WBO International в лёгком весе. |
| 9                                                                | 9-0    | 23 июня 2018     | Хосе Луис Прието (26-4)        | Дворец Спорта, Киев, Украина                      | RTD 5 (10), 3:00 | |
| 8                                                                | 8-0    | 16 декабря 2017  | Аллан Валлеспин (11-1)         | ТРЦ «Терминал», Бровары, Украина                  | KO 6 (10), 1:53  | Завоевал вакантный титул чемпиона по версии WBO Oriental. Валлеспин в нокдауне в 5-м раунде. |
| 7                                                                | 7-0    | 16 сентября 2017 | Исмаэль Гарсия (8-1)           | AKKO International, Киев, Украина                 | TKO 6 (8), 2:27  | |
| 6                                                                | 6-0    | 10 июня 2017     | Лоренцо Парра (32-10-2)        | Sporthall Budakalász, Будакалаш, Венгрия          | UD 8             | Счёт судей: 80-67 (трижды). |
| 5                                                                | 5-0    | 12 ноября 2016   | Хуан Окура (11-7-1)            | ТРЦ «Терминал», Бровары, Украина                  | UD 8             | Счёт судей: 77-75, 80-72, 78-74. |
| 4                                                                | 4-0    | 23 апреля 2016   | Эмилиано Мартин Гарсия (12-0)  | Дворец Спорта, Киев, Украина                      | TKO 4 (6), 2:56  | |
| Перешёл в лёгкий вес — до 61,235 кг (до 135 фунтов).             |        |                  |                                |                                                   |                  | |
| 3                                                                | 3-0    | 12 декабря 2015  | Дьёрдь Мижеи мл. (22-16)       | Дворец Спорта, Киев, Украина                      | UD 6             | Счёт судей: 60-50 (трижды). Дьёрдь четырежды в нокдауне в четвёртом раунде и раз в шестом. |
| 2                                                                | 2-0    | 14 ноября 2015   | Инносент Аньянву (22-12-3)     | ТРЦ «Терминал», Бровары, Украина                  | TKO 6 (6), 1:36  | Рефери остановил поединок. |
| 1                                                                | 1-0    | 29 августа 2015  | Тарик Мадни (19-8-1)           | Дворец Спорта, Киев, Украина                      | RTD 4 (6), 3:00  | Угол Мадни снял своего боксёра после 4 раунда из-за травмы носа. |
| Бои в первом полусреднем весе — до 63,503 кг (свыше 140 фунтов). |        |                  |                                |                                                   |                  | |
| Бой                                                              | Рекорд | Дата боя         | Соперник                       | Место проведения боя                              | Результат        | Дополнительно |

## Бои на голых кулаках
24 июля 2021 года Денис Беринчик провёл звёздный поединок на голых кулаках с известным бойцом кулачного спорта, Артёмом Лобовым. Бой прошёл в рамках весовой категории до 64 кг. Денис Беринчик победил досрочно техническим нокаутом. Лобов отказался от поединка в перерыве между четвёртым и пятым раундами. Данный турнир стал первым спортивным событием в Украине, который прошёл по системе платных трансляций, и транслировался стриминговым сервисом Megogo.

### Статистика боёв на голых кулаках
В таблице перечислены результаты всех поединков боксёров.
В каждой строке указан результат поединка. Дополнительно номер поединка обозначен цветом, который обозначает итог поединка. Расшифровка обозначений и цветов представлена в нижеследующей таблице.
| Пример | Расшифровка                     |
| ------ | ------------------------------- |
|        | Победа                          |
|        | Ничья                           |
|        | Поражение                       |
|        | Планируемый поединок            |
|        | Поединок признан несостоявшимся |
| КО     | Нокаут                          |
| ТКО    | Технический нокаут              |
| PTS    | Решение судей (по очкам)        |
| UD     | Единогласное решение судей      |
| MD     | Решение большинства судей       |
| SD     | Раздельное решение судей        |
| RTD    | Отказ от продолжения боя        |
| DQ     | Дисквалификация                 |
| NC     | Поединок признан несостоявшимся |

| 1 поединок, 1 победа (1 нокаутом) — 0 поражений | 1 поединок, 1 победа (1 нокаутом) — 0 поражений | 1 поединок, 1 победа (1 нокаутом) — 0 поражений | 1 поединок, 1 победа (1 нокаутом) — 0 поражений | 1 поединок, 1 победа (1 нокаутом) — 0 поражений | 1 поединок, 1 победа (1 нокаутом) — 0 поражений | 1 поединок, 1 победа (1 нокаутом) — 0 поражений | 1 поединок, 1 победа (1 нокаутом) — 0 поражений | 1 поединок, 1 победа (1 нокаутом) — 0 поражений | 1 поединок, 1 победа (1 нокаутом) — 0 поражений |
| Бой                                             | Рекорд                                          | Весовая категория                               | Дата боя                                        | Соперник                                        | Место проведения боя                            | Турнир                                          | Результат                                       | Дополнительно                                   |                                                 |
| ----------------------------------------------- | ----------------------------------------------- | ----------------------------------------------- | ----------------------------------------------- | ----------------------------------------------- | ----------------------------------------------- | ----------------------------------------------- | ----------------------------------------------- | ----------------------------------------------- | ----------------------------------------------- |
| 1                                               | 1-0                                             | Полулёгкая (до 64 кг)                           | 24 июля 2021                                    | Артём Лобов (2-1)                               | Дворец Спорта, Киев, Украина                    | Mahatch FC 6                                    | RTD 4 (5), 2:00                                 | Дебют Беринчика на голых кулаках.               |                                                 |

## Общественная позиция
В 2022 году после вторжения России на Украину вступил в ряды Сил территориальной обороны Вооружённых сил Украины.

## Награды
- Орден «За заслуги» ІІІ степени — За достижение высоких спортивных результатов на ХХХ летних Олимпийских играх в Лондоне, самоотверженность и волю к победе, подъём международного авторитета Украины.[13]
- «Орден Данилы Галицкого» — За весомый личный вклад в развитие отечественного спорта, достижение высоких результатов, укрепления международного авторитета Украины.[14]
- Орден «За мужество» III степени — За достижение высоких спортивных результатов на XXVII летних Олимпийских играх в Лондоне, самоотверженность и волю к победе, подъём международного авторитета Украины.[15]

## Телевидение
- 2018 — «Танцы со звёздами» (участник)